# هي الأولى
هي الأولى (STF)هي منظمة غير ربحية حائزة على جوائز، مقرها الرئيسي في مدينة نيويورك، تحارب عدم المساواة بين الجنسين من خلال التعليم. اعتبارًا من شهر يناير 2019م قدمت المنظمة منحًا دراسية لأكثر من 1100 فتاة من 11 دولة، مع دعم مجهودات 225 من فصول الحرم الجامعى المستقل.